# 阿部敏彦
阿部 敏彦（あべ としひこ、1961年6月1日 - ）は、楽器のマルチプレイヤー。東京生まれ。
3歳より、ヴァイオリンを始める。12歳、ギターを始める。14歳、生田敬太郎、よしだよしこ(吉田佳子/ex.ピピ&コット)、長田和承(タコヤキ/ex.レイジーヒップ、ディランII)に師事。21歳、ビクター音楽産業よりハードポップバンドBlood Suckerとしてシングルデビュー。22歳、事故により右手損傷。ギタリストを断念。24歳、日本テレビエンタープライズに於いて川上衆二に師事。その後、映像ディレクターとして活動。36歳、音楽活動を再開。

## 使用楽器
A&Eギター、ドブロギター、ワイゼンボーン、ラップスティール、フラットマンドリン、ヴァイオリン、エレクトリックベース

## 活動履歴
- よしだよしこ復活プロジェクト　プロデュース、マネジメント
- 普天間かおりCD「14粒の愛のしずく」及びライブ
- 横森良造withおおたか静流コンサートツアー
- 斉藤哲夫CD「君が気がかり」コンサート&ライブツアー
- 金谷厚ユニット(ex.ピピ&コット)ライブ&CD
- 瀬戸口修ライブCD
- さかうえけんいちライブCD及びライブツアー
- 吹雪ユキエCD極楽浄土
- 鎌倉研ライブ&CD
- 田代ともやライブ&CD
- 福田康英ライブ&田代ともやアーリーレパートリー・カバーCD by 福田康英
- ヘンリー・タリポプロデュース